# Niccolò di Tommaso
Niccolò di Tommaso (Florència, ?) fou un pintor de frescos italià, documentat entre 1339 i 1376.
Documentat a Florència, Nàpols i Pistoia la segona meitat del segle xiv, el seu nom apareix registrat en l'Arte dei Medici i Speziali cap 1346. Va rebre formació de Maso di Banco abans d'ingressar al taller de Nardo di Cione i col·laborar amb ell a la capella Strozzi de Santa Maria Novella, un fet recollit en un document de 1370 associat amb Nardo i Jacopo di Cione, amb qui havia realitzar un dibuix per a un políptic a San Pier Maggiore. El mateix any 1370 va treballar a Pistoia, a l'església de San Giovanni Fuorcivitas. El 1371 va viatjar a Nàpols, on va signar un políptic a l'església de Sant Antoni Abat, actualment al museu de Capodimonte. En tornar a la Toscana, va dur a terme un gran cicle al fresc a l'església de Tau a Pistoia. Altres importants treballs seus són La Coronació de la Verge, a la Galleria dell'Accademia de Venècia, i La matança dels innocents, a la Galleria degli Uffizi de Florència.
L'historiador Richard Offner va atribuir al pintor un seguit d'obres. De la seva època de joventut destaca La Madonna del Part, a l'església de Sant Llorenç de Florència. Encara que les seves pintures presenten un destacat esperit narratiu, s'aprecia una aguda capacitat d'observació de la realitat, degut possiblement a la influència de Giovanni da Milano i del bolonyès Dalmasio Scannabecchi, amb qui també va col·laborar al Palazzo Comunale de Pistoia. A les seves obres de maduresa va abandonar l'elegància decorativa per dedicar-se amb més profunditat a la representació de la vida quotidiana, utilitzant un llenguatge més viu i ric. Niccolò di Tommaso està documentat per última vegada a Florència el 1376.